# Cyornis herioti
El papamoscas pechiazul (Cyornis herioti) es una especie de ave paseriforme de la familia Muscicapidae endémica de Luzón.

## Distribución y hábitat
Se encuentra únicamente en el norte y centro de la isla de Luzón, en el norte de Filipinas. Su hábitat natural son los bosques húmedos tropicales.